# Giuseppe Castelli (calciatore 1919)
Giuseppe Castelli (Milano, 14 settembre 1919 – Milano, 14 settembre 1971) è stato un calciatore italiano, di ruolo centrocampista.

## Carriera
In gioventù militò nel Legnano.
Giocò in Serie A con Inter e Liguria ed in Divisione Nazionale con la Sampierdarenese.
Nel 1948 giocò nella Torrese di Torre Annunziata in Serie C.
Disputò anche 25 gare in Serie B con la Pro Patria.